# Marciano Duda
Marciano Duda (Venray, 5 februari 1995) is een Nederlands voetballer die doorgaans speelt als spits. In juli 2015 verruilde hij Helmond Sport voor Helmondia.

## Clubcarrière
Duda speelde in de jeugd van VV Bruheze en werd later opgenomen in de opleiding van Helmond Sport. In 2014 had de aanvaller last van een knieblessure, maar daar herstelde hij weer van. Duda debuteerde voor Helmond Sport in de Eerste divisie op 16 januari 2015, toen in het Fortuna Sittard Stadion met 1–0 werd verloren van Fortuna Sittard. Negen minuten voor tijd liet coach Jan van Dijk hem invallen voor Jeffrey van Nuland. In de zomer van 2015 liet Duda Helmond Sport achter zich en hierop tekende hij een contract bij amateurclub Helmondia.

## Clubstatistieken
| Seizoen | Club          | Competitie     | Competitie | Competitie | Beker | Beker | Internationaal | Internationaal | Totaal | Totaal |
| Seizoen | Club          | Competitie     | Wed.       | Dlp.       | Wed.  | Dlp.  | Wed.           | Dlp.           | Wed.   | Dlp.   |
| ------- | ------------- | -------------- | ---------- | ---------- | ----- | ----- | -------------- | -------------- | ------ | ------ |
| 2014/15 | Helmond Sport | Eerste divisie | 6          | 0          | 0     | 0     | —              | —              | 6      | 0      |
| Totaal  | Totaal        | Totaal         | 6          | 0          | 0     | 0     | 0              | 0              | 6      | 0      |